# В. П. Р.
ВПР (Ро́ма ВПР, настоящее имя Рома́н Алекса́ндрович Семёнов; род. 21 октября 1977, Приволжск, Ивановской области) — российский поэт и музыкант. Лидер экс-группы «ВПР & Фестиваль всего на свете» (2001-2018).
Творческую деятельность начинал в рок-группе «Се. На.» (Сельское население) в родном Приволжске. Её первые записи датированы 1993 годом.
Более поздний период характеризуется экспериментами в области регги, транса, кантри-соул, психоделического рока, блюза. На российской сцене позиционируется в первую очередь как регги-исполнитель.
Неоднократный участник музыкальных фестивалей «Пустые холмы», «День рождения Боба Марли», «Systo Palty» и др.

## Псевдоним
Существуют разнообразные расшифровки псевдонима-аббревиатуры Р. Семёнова: Великий Поэт России, Великий Певец России, Вот Просто Рома, Вечно Пьяный Растаман, Вот ПуЭР, Рома!, Во ПРёт!, Вечный Праздник Расты, Владимир Путин Рекомендует, Вселенский Праздник Растафари и другие.
Сам Роман даёт разные ответы, последняя трактовка (по состоянию на лето 2010) — Высота Принятия Решения.

## Фестиваль всего на свете
«ВПР и фестиваль всего на свете» — Московский музыкальный коллектив, созданный в 2001 году. Известен в первую очередь как аккомпанирующий состав Ромы ВПР. Основой музыки группы являются афро-карибские стили, такие как reggae, roots-rock, dub, country-soul, ethno-fusion. Звучание коллектива дрейфует от акустического, практически фольклорного, до жесткого электронного.
Состав «Фестиваля всего на свете» регулярно меняется, фактически кроме выступающих на сцене музыкантов в него входят также звукооператоры и администрация группы.
Большое влияние на звучание «Фестиваля всего на свете» оказало участие в группе Ильи Смирнова (DJ СмирнOFF) — мультиинструменталиста, диджея с 20-летним стажем.
В разные годы в «Фестивале всего на свете» участвовали:
- Роман Семёнов (ВПР) — лидер коллектива, электрокугиклы, вокал, куатро, ритм-гитара, соло-гитара, перкуссия, казу;
- Сергей (Behemoth) Киселёв — бас-гитара, соло-гитара, звук, запись, сведение;
- Иван Жук — гитара, клавиши;
- Стас Астахов — барабаны;
- Александра Арбатская — клавиши, голос;
- Владимир (Делавар) Боданов — бас-гитара;
- Юрий (derCircus) Марков — ритм-гитара, гитара, перкуссия;
- Андрей (Switch) Туляков — барабаны, перкуссия;
- Андрей Соколов — гитара, бэк-вокал;
- Евгений Галицкий — гитара;
- Петр Акимов — клавиши;
- Сергей Трачук — бас, соло-гитара, бэк-вокал;
- Илья (DJ СмирнOFF) Смирнов — барабаны, перкуссия, клавиши, бэк-вокал, грувы, эффекты, конги, скретчинг;
- Андрей Калинин — саксофон;
- Анна Семёнова — вокал;
- Петр Новожилов — бэк-вокал, дизайн акустической среды;
- Илья Чистяков — акк. и эл. соло-гитара;
- Арсен Степанян — звук, запись, сведение;
- Олег (Леший) Назаров — перкуссия, барабаны, менеджмент;
- Симон Готье Лоло — барабаны;
- NeeKeeTone - барабаны, бэк-вокал;
- Ольга Федоренкова - клавиши, вокал;

«ВПР и фестиваль всего на свете» посещает с гастролями многие города России и ближнего зарубежья, много лет является постоянным участником фестивалей «Пустые Холмы», «Space of Joy», «Systo», выступает на совместных концертах со звёздами мировой сцены (Lee Perry, Prodigy, Zion Train, Prince Alla, Paprika Korps).
В 2010 году коллектив провёл гастрольный тур «Реггей в Северной Стране», маршрут которого пролёг от Северодвинска до Тюмени, выпустили альбом «Шило» и провели серию зимних концертов в Гоа, Индия.

## Дискография
- В. П. Р. «Семнадцать мгновений» (2000)
- В. П. Р. & Фестиваль Всего На Свete «Звенигородкрым» (2001), «ХОР», «Выргород»
- В. П. Р. & Фестиваль Всего На Свete «Жёлтый альбом» (2004), «Форпост»
- В. П. Р. & Фестиваль Всего На Свete «Тропатапыра» (2006)
- В. П. Р. & Фестиваль Всего На Свete «In Space» (2007), «Выргород»
- В. П. Р. & Фестиваль Всего На Свete «Смородина» (2008), «Выргород»
- В. П. Р. & Фестиваль Всего На Свete «Шило» (2010), «Выргород»
- В. П. Р. «Семнадцать мгновений» (2012)
- В. П. Р. & Фестиваль Всего На Свete «Шапка» (2017), «Выргород»

Неизданные записи
- Се. На. «Вырва» (1993)
- Се. На. «За полночь в снег» (1996)
- ВПР «Дерево и ураган» (1996)
- ВПР Reggae — Золото (1998)
- ВПР «Тьма египетская» (1999)
- The Best of В. П. Р. on Komatoz FM meet sound project «Радость» (1998—2000)
- ВПР — «Live» (2001—2005)
- «Рома ВПР с феста Пустые Холмы» (2006)
- В. П. Р. «И будет вам счастье!» (2007)
- Сольный альбом

- В. П. Р. «Семндацать мгновений» (2000)

## Участие в фестивалях
- Пустые Холмы — 2006, 2007, 2008, 2009, 2010, ПХ:Город Золотой, 2011
- Грушинский фестиваль — 2006
- Глобальное Потепление — 2008
- Фестиваль Русского Реггей — 2008, 2009
- Урожай — 2009
- Живые Сердца — 2008
- Суховей — 2005
- Space of Joy — 2009
- Systo Palty — 2008, 2009, 2010, 2014
- Нашествие — 2006
- Да!БРО! — 2012
- Платформа (Старый Грушинский на Мастрюках) — 2012
- Квамманга - 2014
- Бессонница (Insomnia) - 2018